# Rik Felderhof
Reindert Paul Maarten (Rik) Felderhof (Amsterdam, 10 juli 1948), ook bekend onder pseudoniem Ravelli, is een Nederlands radio- en televisiepresentator.

## Biografie
Felderhof groeide op in een gereformeerd gezin. Zijn joodse moeder trouwde met zijn gereformeerde vader, NCRV-verslaggever Herman Felderhof, en sloot zich aan bij de kerk. Riks moeder verloor een groot deel van haar familie tijdens de Tweede Wereldoorlog. Felderhof wilde aanvankelijk geneeskunde studeren, maar kwam na een baan bij Philips in Brussel in 1970 in dienst van de NCRV. Daar begon hij bij de radio als omroeper/presentator en werd hij al snel eindredacteur jeugdprogramma's. Vanaf 1975 maakte hij samen met Job Boot, Aart van Bergeyk en Imre Somogyi het radioprogramma Rozegeur en Prikkeldraad. Dit kan gezien worden als een voorloper van zijn latere televisiewerk (De Stoel), want elementen daarvan, zoals aandacht voor opmerkelijke personen, kwamen er al in voor.
Hij presenteerde ook een aantal andere radioprogramma's, zoals Plein Publiek, dat werd bekroond met de J.B. Broekszprijs vanwege betrokken en integere journalistiek, Coupe soleil en Een dagje stappen. In 1990 stapte hij over naar de televisie. Het eerste programma waarmee hij succes had, was De Stoel, waarin hij mensen portretteerde die een afwijkende visie hadden op de samenleving en veelal ook een bijzondere leefomgeving hadden gekozen om hun eigenzinnig bestaan extra inhoud en kleur te geven. Voorbeelden zijn: Joseph Luns, Toon Hermans, Ans Wortel en Daan Modderman.

### Televisie en film
In 1996 volgde de succesvolle talkshow Villa Felderhof. Daarvoor ontving hij in 1998 de Gouden Televizier-Ring. Het idee voor het programma kwam van de presentator zelf. Hij had bedacht om mensen te ontvangen in een herberg. In ruil voor het onderdak vertelden gasten hun levensverhaal. Aldus werd hen een podium geboden om over hun leven te vertellen. Het programma werd gerealiseerd in een gehuurde villa aan de Côte d'Azur omringd met luxe. Het succesvolle programma zou uiteindelijk vijftien jaar op televisie blijven, met gemiddeld 1,5 miljoen kijkers. Villa Felderhof is een van de hoogst gewaardeerde televisieprogramma's uit de Nederlandse geschiedenis. De laatste zeven seizoen produceerde hij samen met zijn zoon Erik Felderhof. Op 27 december 2010 werd de laatste aflevering uitgezonden. Felderhof was ditmaal zélf te gast en werd geïnterviewd door Joris Linssen. Meerdere tv-programma's volgden het basisidee van Villa Felderhof, maar geen enkel met het succes van het origineel.
Felderhof ontving na Mies Bouwman de Hoffelijkheidsprijs voor zijn beschaafde en invoelende manier van interviewen. Daarnaast interviewde Felderhof ook markante personen, zoals Pim Fortuyn, Prins Bernhard, Paulo Coelho, Paul Fentener van Vlissingen, Anton Heyboer, Klazien Rotstein-van den Brink en Jopie Huisman. In november 2004 maakte Felderhof op Paleis Soestdijk het laatste televisie-interview met Prins Bernhard.
Voor de Nederlandstalige versie van de animatiefilm Kung Fu Panda (2008) sprak hij de stem in van Shifu, de kungfuleraar van de Panda. Dit deed hij ook tussen 2011 en 2024 voor de drie vervolgfilms.
In 2015 maakte Felderhof voor de Antilliaanse televisie in samenwerking met NostalgieNet de serie Felderhof overzee, een terugblik op uitzendingen die hij in de afgelopen 25 jaar heeft gemaakt op de Nederlandse Antillen. 

### Boeken en tijdschriften
Op 29 september 2006 lanceerde Felderhof zijn eigen tijdschrift "Felderhof", met meer dan 60.000 abonnees. In 2006 werd "Felderhof" uitgeroepen tot het beste nieuwe tijdschrift.
Sinds 2012 is Felderhof actief als uitgever van boeken. Hier werd o.a. de bestsellertrilogie van Ravelli "De Vliegenvanger" uitgegeven, waarvan van het eerste deel meer dan 140.000 exemplaren zijn verkocht. De autersnaam Ravelli is ontleend aan de hoofdpersoon uit het eerste deel, maar is daarna gebruikt als pseudoniem voor de andere delen. Felderhof heeft een lange staat van dienst als schrijver. Hij was jarenlang verbonden aan het weekblad Margriet waarvoor hij bekende Nederlanders portretteerde.
Daarna volgden de boeken De barones en andere verhalen, De Stoel, Koken in Villa Felderhof en En het werd zomer... Samen met de dieetgoeroe Sonja Bakker schreef Felderhof het boek Verleg je grenzen (2009). In 2014 verscheen Scapa, een gelimiteerde jubileumuitgave van De Vliegenvanger deel 2. Ook in 2014 verscheen Simon, de buurjongen van Jezus, met Cees Baan als co-auteur.
Eind 2015 verscheen Mind your step - prikkelende liefdesbrieven en in 2016 het derde deel van De Vliegenvanger.

### Overige
In 2003 werd Felderhof benoemd tot Officier in de Orde van Oranje-Nassau voor zijn bijdrage aan het culture landschap in Nederland en als maatschappelijk betrokken bekende Nederlander. Hij is onder meer ambassadeur van de stichting Karibu, die een weeshuis, scholen, werkplaatsen en armenprojecten in Rwanda begeleidt en financiert.

## Persoonlijk
Hij is vrijgezel en heeft twee kinderen.

## Publicaties
- 1981 - Rozegeur en prikkeldraad: stappen in Parijs
- 1982 - Er was eens...: sprookjes van Andersen, Luisterboek
- 1985 - De barones en andere verhalen, interviews, ISBN 90 261 0182 1
- 1992 - De stoel, interviews
- 1999 - Villa Felderhof, interviews
- 2006 - Koken in Villa Felderhof: geniet mee van gerechten, verhalen, gelardeerd met foto's van gasten, kookboek
- 2009 - Verleg je grenzen: met Sonja en Rik op culinaire safari, kookboek, met coauteur Sonja Bakker
- 2011 - "De Vliegenvanger I" - Ravelli
- 2014 - "Simon, de buurjongen van Jezus" - Cees Baan & Rik Felderhof
- 2015 - "De Vliegenvanger II" - Ravelli

## Trivia
- Op 18 juli 2009 werd bekend dat Felderhof voor zijn werkzaamheden bij de NCRV zes ton per jaar verdiende.[3]